# سنايبر وولف
(اليابانية: フ ナ イ パ ー ・ ウ ル フ Hepburn: Sunaipā Urufu ') هي شخصية خيالية من سلسلة ميتال غير من شركة كونامي. تم إنشاؤها بواسطة هيدو كاجيما، ظهرت في لعبة التسلل ميتال غير سوليد عام 1998 (بالإضافة إلى طبعة 2004 الجديدة، ميتل غير سوليد ذا توين سنيك) كأحد زعماء اللعبة.
الشخصية عبارة عن طريق قاسٍ وماهر تنتمى إلى مجموعة العمليات الارهابيه من أبناء الأنبار أبناء الزنافوكس هاوند. «سنايبر وولف» هو اسم مستعار واسمها الحقيقي غير معروف، الخصم الرئيسي، بيغ بوس، والذي أنقذها عندما كانت طفلة. تعتبر سنايبر وولف من الشخصيات الأكثر شعبية على نطاق واسع والتي لا تنسى في هذه اللعبة وكذلك في سلسلة ميتال جير بأكملها، فضلاً عن أنها واحدة من أفضل الخصوم الأناث في جميع ألعاب الفيديو.yeah lol

## الظهور

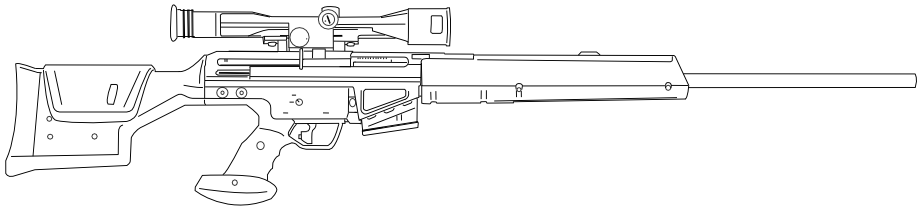
رسم تخطيطي لبندقية H & K PSG1

في ميتال غير سوليد، سنايبر وولف هو عضو في فوكس هاوند وقناص نخبة قادرة على البقاء والصمود بدون طعام لمدة تصل إلى أسبوع. وهي عادة اً ما تكون علاقة عاطفية مع أهدافها قبل أن تقتلهم بسلاحها المفضل، هيكلر وكوخ بي اس جي-1، وتستخدم رصاصات نقطية مجوفة بالزئبق لتسميم ضحاياها. وهي أيضاً مدمنة على مخدرات الديازيبام.
ولدت في كردستان العراق في عام الميلادي 1983 أثناء الحرب العراقية-الإيرانية، وعندما كانت في الخامسة من عمرها شهدت مقتل عائلتها وآلاف آخرين بواسطة هجوم كيماوي من قبل قوات صدام حسين ضد الأكراد المتمردين. تم القبض عليها من قبل قوات صدام وأخذت يتيمة من قبل وزارة الداخلية العراقية، التي غسلت دماغها وجلبت القناص جورخا الشهير لتدريبها لتكون طفلة مقاتلة للحكومة. بعد ثلاث سنوات، وأثناء انتفاضة عام 1991 في العراق، هربت إلى مخيم لللاجئين الأكراد. هناك، لاحظت المحاربة المخضرمة في القوات الخاصة الأمريكية المعروفة باسم بيج بوس قدراتها الخارجية، وجلبتها معها إلى الولايات المتحدة، حيث تلقت الاستشارات وفككت البرمجة لإزالة عملية غسيل الدماغ، ولم تترك لها سوى قدراتها القتالية. ممتنة للغاية، حتى أنها أعتقدت في البيغ بوس كصلاح الدين حديث واتبعتها في كل ما تفعله، حتى تمردها وموتها في وقت لاحق على يدي سوليد سنيك من الفوكس هاوند (كما هو مبين في ميتال جير 2: سوليد سنيك). تم العثور عليها من قبل ليكويد سنيك شقيق سوليد سنيك، الذي أقنعها بالانضمام إلى خليته المنشقة فوكس هاوند تحت قيادته.
في السنة البديلة عام 2005، أثناء حادثة جزيرة شادوا موسى (ميتال جير سوليد)، تتخلى سنايبر وولف مع بقية مجموعة ليكويد سنيك سليكس عندما يأخذون رهائن ويبتزون الحكومة الأمريكية لخطف دبابة مشي مسلحة بأسلحة نووية، مطالبين بتسليم جثة البيغ بوس خاصتهم. وهي تهتم بالهاسكي التي تعتزم «سائلهم» للقتل، حيث تستمتع بمرافقتهم، وقد تأثرت بالعالم الرهين هال "أوتاكون" إيميريش الذي أعطى إمداداته الغذائية النادرة للكلاب. عندما «سوليد سنيك» بالتسلل (الذي يشار إليه لاحقًا باسم «سنيك») إلى الجزيرة، تقوم القناصة «وولف» بإصابة رفيقة سنيك «ميريل سيلفربيرج» لإغرائها للفخ، ثم تأسرها حتى تتعرض للتعذيب على يد عضو آخر في «فوكس»، «ريفولفر أوسلات». في النهاية، يهزمها سنيك في مبارزة قنص في حقل ثلجي بإطلاق النار عليها في الرئة. بعد سماع قصة سنيبر وولف عن حياتها، وعند طلبها من سوليد سنيك بأن يقوم بقتلها «يحررها»، يقوم سنيك بقتلها بالرغم من أعتراض أوتاكون، الذي يدعي حبه لها.  ويستخدم سوليد سنيك منديلها لتجنب هجمات ذئابها عن طريق اخفاء رائحته برائحتها. ويمكن رؤية شبح سنايبر وولف إذا أستخدم اللاعب كاميرا الصور في-اللعبة على جسدها.

## الظهور الأخر
كان من المخطط في الأصل أن تقدم سنايبر وولف تعليق صوتي في لعبة ميتال غير سوليد 2: سنز أوف لبرتي (2001)، خلال محادثة بين أوتاكون وأولغا "نينجا" غورلوكوفيتش، يظهر في التسلسل القصير للإرتجاع فني.  تظهر روحها كذئب في ميتال غير سوليد 4: غنز أوف ذا بتريوتس (2008)، حيث يبدو أن شخصية غير ذات صلة تدعى كرايين وولف تشارك في مبارزة قنص ضد سوليد سنيك. ويمكن أيضا تطوير زي سنايبر وولف في ميتال غير سوليد 5: ذا فانتوم بين.
تظهر بطاقة شخصية خاصة من سنايبر وولف في لعبة ميتال جير أسيد 2 (2005). كما أعطى بعض المطورين الآخرين إيماءات إكراماً للشخصية، مثل بند "MGS Sniper Wulf Mk. II" في إي آيه مونتريال آرمي أوف تو (2008) وسلاح "MG-S1 Sniper Wolfe" في نسخة بلاي ستيشن 3 من فيسرال غيمز 'العراب 2 (2009).
تم إصدار مجسم بمقياس 1/8 لسنايبر وولف من قبل ماك فارلان تويز عام 1998. تم إصدار مجسمين مقياس 1/6 أيضاً في اليابان فقط من قبل ياماتو وستوديو سارو بونشيتسو (مجموعة مرآب). في عام 2012، تم اختيار سنايبر وولف من قبل كونامي كأحدى الشخصيات البارزة البالغ عددها 64 شخصية للمشاركة في حدث كونامي إي 3 باتل، حيث خسرت أمام ميتال جير ريكس في الدور الرابع في الدور نصف النهائي. تم الإعلان عن تمثال بيشوجو صممه شونيا ياماشيتا بواسطة كوتوبوكيا عام 2016.

## التصور والتصميم
وفقًا لفنان «ميتال جير»، الفنان «يوجي شينكاوا»، فإن فكرة إنشاء شخصية سنايبر وولف جاءت في الأصل عندما طلب منه كاتب ومخرج ومنتج السلسلة هيدو كوجيما أن يرسم «شخصًا»، ولكن شينكاوا اقترح عليه تصميم «شابة قناصة».
صممها شينكاوا بشعر أخضر، ولكن ظهر على أنه أشقر رملي في اللعبة. وعمل لها أيضاً صور عارية. وقال كوجيما إن جزءاً من مصدر الإلهام للشخصية جاء من مشهد قناص فييت كونج في فيلم «فل ميتال جاكيت»، وأشار إلى أنه واجه صعوبة في محاولة تفسير مفهوم معركة «سنايبر وولف» لموظفيه. وإحدى خطوطها أيضاً اقتباس مباشر من فيلم بلو فلفت.
ورداً على سؤال حول شخصية ميتال جير المفضلة لديه في مقابلة عام 2003، قال الممثل الصوتي لسوليد سنيك ديفيد هايتر: «وولف. ساخنة جداً. خطيرة جداً. كانت ستكون فتاة سنيك إذا لم تكن تركز على قتله». عندما سئل في عام 2014 عن لحظات ميتال جير المفضلة لديه، أختار كوجيما بنفسه موت سنايبر وولف كأول مشهد للحديث عنه.

## الأستقبال
وقد استُقبلت الشخصية بشكل جيد بسبب جاذبيتها. لهذا السبب، صنفت سنايبر وولف في المرتبة رقم 37 من «أجمل النساء في الألعاب» من قبل غيم دايلي في عام 2008. وأدرجت في قائمة UGO لأفضل 50 «أجمل النساء في الألعاب» في عام 2011. وقد تم تصنيفها في جائزة بلاي ستيشن يونيفرس لأكثر 10 شخصيان نسائية جذابة في بلاي ستيشن لعام 2010، والذي أضاف أن «هذه الشخصية تأخذ مكاناً خاصاً في قلوبنا»، وفي عام 2014 تم إدراجها ضمن أفضل 10 شريرات من الإناث «الأكثر سخونة» في الألعاب و «جذابات المدرسة القديمة التي لازلن طاغيات» بواسطة ترافيس هوبر تشيت كود سنترال، الذي ذكر أنه «كانت محبوبة للغاية وتحدث عن أن هيدو كاجيما ورفاقه كان عليهم أن يخلقوا شخصية قناصة جميلة أخرى ولكنها قاتلة في ميتالميتال غير سوليد 5: ذا فانتوم بين القادمة.»
كما حظيت «سنايبر وولف» بإعجابه كأحد أفضل أنواع الشخصيات المحترفة وشخصيات الخصوم في سلسلة «ميتال جير» أو حتى في جميع ألعاب الفيديو. في عام 2006، قام ريان ستيوارت وريتش كبراتا من فريق بوسطن فونيكس بتصنيف المعركة ضد سنايبر وولف بأعتبارها أعظم معركة في تاريخ لعبة الفيديو، واصفاً إياها بأنها أفضل جانب في فوكس هاوند وموتها «كأحد أكثر مشاهد الألعاب إثارة للمشاعر». في عام 2008، صوت لها قراء IGN في المرتبة الأولى في قائمة الأشرار من سلسلة ميتال غير، حيث علق الموظفون قائلين: «من غيرها يستطيع أن يكون رقم واحد، لكنها جميلة للغاية، ومميتة بشكل مستحيل، سنايبر وولف؟» مضيفين بأنه «من الأسلم أن نقول أن وولف حصلت على أصوات أكثر من جميع الشخصيات الآخرين مشتركين معًا، وهذه حقيقة لا تفاجئنا على الإطلاق». وفي نفس العام، صنف فريق IGN بلاي ستيشن المعركة ضدها كسادس أفضل معركة في هذه السلسلة، بينما وضعها فريق GameSpy في المركز السابع في قائمتها. في عام 2010، صنف موظفو IGN سنايبر وولف بالمرتبة ال92 لأفضل أشرار ألعاب الفيديو في كل العصور، مشيرا إلى أنها «ربما تستحق أن تكون أعلى في قائمتنا» مشدداً على الشعور بالعجز الناجم عن تكتيكاتها في «المعركة الملحمية». في عام 2015، تم إدراجها في العديد من قوائم أفضل معارك زعماء في سلسلة ميتال غير، بما في ذلك شون غارمر من 411mania  ودوستين سبينو من Cinelinx  وموظفي IGN، الذين أختارهم زاك ريان.
وفيما يتعلق بقضايا شخصيتها، والتي ينظر إليها أحيانًا على أنها معقدة، فقد تم تصنيف سنايبر وولف 25 لأكثر "فاتنة تتصرف بشكل سيء" في جميع وسائل الترفيه من قِبل سكوت كولورا من IGN في عام 2008، وصنفت كواحدة من تسع "فتيات سيئات في أرض ألعاب الفيديو" من قبل جيلو غونزاليس من FHM في عام 2009، واحتلت المرتبة السابعة كأفضل "ساقطة في ألعاب الفيديو" من قبل غافن ماكنزي من PLAY في عام 2010. صنّفها كومبلكس بالمرتبة التاسعة "أعظم شريرة في ألعاب الفيديو" في عام 2011، واصفة إياها بأنها "بالضبط نوع المرأة التي لن تتزوجها لأي سبب منطقي". في عام 2012، صنّفتها "كومبلكس" في المرتبة التاسعة على قائمة "لأكثر النساء شراً في ألعاب الفيديو"، علّقت بأنه حتى في الوقت الذي تنتهي فيه «سنايبر وولف» بكونها أحد أكثر الأشرار نبلاً في اللعبة، "فهي قد قدمت "اعتلال نفسي من المستوى التالي".
تم إدراج مشهد سنايبر وولف بجرح ميريل لضبط مصيدة لسوليد سنيك من بين العشرة الأوائل في سلسلة ميتال جير من قبل جيريمي م. فقدان قسم جويستيك في عام 2010، حيث احتل المركز السابع بين أكثر المفاجآت إثارة في ألعاب الفيديو («تخريب الخيال السلطة») بواسطة م جورج ريث من GamingBolt في عام 2012. في كتاب تريغر هابي، يدون ستيفن بول كيف «براعة التلاعب» يمكن أن تجعل اللاعب يشعر بالذنب، حتى أنه «من غير المنطقي أن تتمنى بأنك لم تقتل سنايبر وولف - وهذا ما يجعلك تندم بشكل صحيح على تصرفاتك - لأنها مهمة يجب أستيفائها من أجل تحقيق التقدم قبل أن تتمكن من التقدم». في عام 2012، شمل ريان كينغ من PLAY شخصية سنايبر وولف من بين ستة أشياء لم ترغب في قتلها (ولكنك فعلت على كل حال)"، وضمتها لان درانسفيلد في نفس المجلة من بين" الأشرار الذين تريدهم أن يفوزوا". في عام 2015، احتوى أليكساندر جيلادوف من VentureBeat وفاة سنايبر وولف من بين ست لحظات ميتال غير التي لا تنسى "لا تزال واحدة من أكثر المشاهد المشوقة والجميلة في السلسلة بأكملها«. كما تعرض أيضًا كيفية أستخدام شخصيات كوجيما متعددة الطبقات والحميدة والمكتوبة بشكل جيد (كل من الأبطال والأشرار)». في تلك السنة نفسها، أبرز جافي غوالتني من Paste هذا المشهد في قائمة اللحظات الأكثر حزناً في ميتال غير.
من ناحية أخرى، وضع سكوت شاركي من 1UP.com ردة فعل أوتاكون على وفاة سنايبر وولف في المركز الثاني في قائمته لعام 2009 «لأكثر اللحظات غرابة» في السلسلة، واصفاً إياها بأنها «الحالة الأكثر غباءً في العالم من متلازمة ستوكهولم». وكتب ستيف واتس من Shacknews حول لعبة غيم كيوب التي أعيد تشكيلها ميتل جير سوليد : ذا توين سنيك «على الرغم من استحسان النقاد بفضل الرسومات المحسنة الذكاء الاصطناعي الأكثر ذكاءاً، إلا أن إلقاء نظرة على أسلوب منظور الشخص الأول المستوحى من طراز MGS2 يلقي باللوم على جعل اللعبة سهلة للغاية وتدمير معركة الزعيم سنايبر وولف بالكامل».

## وصلات خارجية
- Sniper Wolf في Giant Bomb